# Klemen Čebulj
Klemen Čebulj, slovenski odbojkar, * 21. februar 1992, Slovenj Gradec. 
Je član slovenske moške odbojkarske reprezentance in italijanskega kluba Trentino Volley

## Kariera

### Klubska kariera
Kariera Klemna Čebulja se je začela leta 2007, ko je začel igrati pri ekipi OK Fužinar. V sezoni 2008-2009 se je preselil k Framu, kjer je ostal dve leti. V sezoni 2011-12 je podpisal za Ach Volley s katerim je osvojil dva naslova, tako pokalnega kot državnega prvaka. Naslednje leto pa je skupaj z Tinetom Urnautom odšel v prvo italijansko ligo k Altotevere San Giustino. 
V letu 2013-14 je igral za klub iz Ravenne – Porto Robur Costa, tam je ostal dve sezoni, nato pa je oblekel dres kluba iz Civitanove – Lube Banca Macerata s katerim je osvojil naslov italijanskih pokalnih prvakov 2016/17. Naslednjo sezono pa se je preselil k Powervolley Milanu v Italijanski Superlegi.
Za prvenstvo 2018-19 se je pridružil Shanghaju v Kitajski odbojkarski superligi, s katerimi je osvojil Shield. Po končanem prvenstvu se je zopet vrnil v Milano, v superlegi pa je ostal tudi potem ko je po končani sezoni v Milanu oblekel dres Trentina.
Po končani sezoni v Trentinu je podpisal za poljski klub Asseco Resovia v Polska Liga Siatkówki.

### Reprezentančna kariera
Klemen Čebulj je v reprezentančnem dresu debitiral leta 2010. Naslednjo sezono je s soigralci že osvojil bron v Evropski ligi, ki je leta 2011 potekalo na Slovaškem, prvo zmago pa so Slovenci zabeležili leta 2015 v evropski ligi. 
Leta 2015 so naši odbojkarji pod vodstvom Andree Gianija osvojili srebrno medaljo na evropskem prvenstvu leta 2015  v Bolgariji in Italiji, Čebulj pa je z reprezentanco prišel tudi v svetovno ligo in se s soigralci že leta 2016 veselil zlate medalje ter uvrstitve v drugo kakovostno skupino. V njej je naša izbrana vrsta slavila že v naslednji sezoni ter si priigrala uvrstitev v prvi kakovostni razred, a je mednarodna zveza (FIVB) tekmovanje ukinila in ustanovila Volleyball Nations League (VNL), v kateri Slovenija ni dobila mesta.
Leta 2018 so naši odbojkarji prvič nastopili na svetovnem prvenstvu in osvojili 12. mesto, leta 2019 pa so se skozi pokal Challenger uvrstili v VNL, med odbojkarsko elito.
Leto 2019 je prineslo tudi nov izjemen uspeh, srebrno odličje na domačem evropskem prvenstvu, ki ga je Slovenija gostila skupaj s Francijo, Belgijo in Nizozemsko.